# Europäische Stammtafeln
De Europäische Stammtafeln zijn een serie boekwerken met genealogische overzichten van koninklijke en adellijke families in middeleeuws Europa. Het is een standaardreferentiewerk bij het zoeken naar informatie over middeleeuwse, koninklijke en adellijke families. Vooral naar de derde serie boekwerken wordt gerefereerd. 
In 1936/1937 werd de eerste serie uitgebracht in twee delen, onder de titel Stammtafeln zur Geschichte der europäischen Staaten. Drie series volgden, die samen meer dan 4000 genealogieën bevatten. Neue Folge, een vierde serie, werd geschreven door Detlev Schwennicke. Hij startte bij deel 17. De voorgaande 16 delen, tevens bewerkt door Schwennicke, zijn samengesteld door bijdragen van meerdere kenners. De eerste delen werden bewerkt door Wilhelm Karl von Isenburg (1903-1956). De eerste serie publiceerde hij in 1936-1937, de tweede kort voor het begin van de Tweede Wereldoorlog. Na afloop van de oorlog trof hij voorbereidingen voor nieuwe publicaties, maar nieuwe werken kon hij niet voltooien door ziekte. De tweede serie was een revisie en voltooiing van het werk van Isenburg en werd gepubliceerd door Frank Baron Freytag von Loringhoven. Het eerste deel van deze serie werd in 1953 gepubliceerd, gevolgd door drie andere, voor Von Loringhoven overleed in 1977.

## Waardering
In de recente delen staat gedetailleerde informatie over de bronnen van waaruit de stambomen zijn gemaakt, maar geen afzonderlijke voetnoten. Om de bron voor een specifieke verwantschap te achterhalen, moeten alle werken die in de bronverwijzingen genoemd worden, bekeken worden.
Vooral bij een aantal middeleeuwse genealogieën wordt geadviseerd om niet uitsluitend op de Europäische Stammtafeln te vertrouwen, omdat speculatieve gissingen uit de vakliteratuur niet zelden in het werk opgenomen zijn. Dit geldt bijvoorbeeld voor de genealogie van de Konradijnen.